# Hydrocynkit
Hydrocynkit (kwiat cynkowy) – minerał z gromady węglanów. Należy do grupy minerałów rzadkich, rozpowszechnionych tylko w niektórych rejonach Ziemi.
Nazwa pochodzi od składu chemicznego minerału.

## Charakterystyka

### Właściwości
Występuje w skupieniach zbitych, ziemistych (przypominają kredę), w postaci nalotów i wykwitów tworzących się również współcześnie w wyrobiskach kopalń kruszców Zn. Bardzo rzadko tworzy kryształy. Jest bardzo kruchy, przezroczysty do przeświecającego, w świetle ultrafioletowym wykazuje jasnoniebieską fluorescencję. Teoretycznie zawiera 74,12% ZnO i 16,03% CO2. Łatwo rozpuszcza się w kwasach. Często zawiera zanieczyszczenia żelaza lub miedzi.  

### Występowanie
Minerał wtórny, powstaje w strefie wietrzenia kruszców cynku, głównie sfalerytu. Towarzyszą mu głównie kalcyt, hemimorfit, smithsonit, fluoryt, willemit, aurichalcyt, cerusyt, kwarc i galena. 
Miejsca występowania:
- Na świecie: Hiszpania, Austria, Włochy i Sardynia, Wielka Brytania, Meksyk, USA.

- W Polsce: jest znany z kopalń bytomskich, olkuskich, chrzanowskich.

### Zastosowanie
- lokalna ruda cynku,
- poszukiwany przez kolekcjonerów.